# 小波波沃
48°15′45″N 22°23′15″E / 48.26250°N 22.38750°E
小波波沃（烏克蘭語：Мале Попово），是烏克蘭西部的村莊，隸屬外喀爾巴阡州的貝雷霍韋區。該村始建於1456年，面積0.76平方公里，海拔高度104米，2001年人口210，人口密度每平方公里277.78人。